# Belle (Wirginia Zachodnia)
Belle – miasto w Stanach Zjednoczonych, w stanie Wirginia Zachodnia, w hrabstwie Kanawha.